# Labidúrids
Els labidúrids (Labiduridae) són una família d'insectes dermàpters del subordre Forficulina. Té unes 71 espècies dividides en 7 gèneres. Entre els membres més coneguts hi ha Labidura riparia, i Gonolabidura meteor. La família és de distribució cosmopolita. Tenen forma cilíndrica i amb ales ben desenvolupades. Les seves antenes són llargues.